# Astrodiscus
Astrodiscus es un género de foraminífero bentónico considerado homónimo posterior de Astrodiscus Ludwig, 1866, y sinónimo posterior de Astrorhiza de la subfamilia Astrorhizinae, de la familia Astrorhizidae, de la superfamilia Astrorhizoidea, del suborden Astrorhizina y del orden Astrorhizida. Su especie-tipo era Astrodiscus arenaceus. Su rango cronoestratigráfico abarcaba el Holoceno.

## Discusión
Clasificaciones previas incluían Astrodiscus en el suborden Textulariina y en el orden Textulariida

## Clasificación
Astrodiscus incluía a las siguientes especies:
- Astrodiscus arenaceus
- Astrodiscus arenarius